# Dragan Momić
Dragan Momić, né le 28 novembre 1963 à Vrbas, est un ancien handballeur yougoslave puis serbe. Il évolue durant sa carrière au poste de pivot. Avec l'équipe nationale de RF Yougoslavie, il a remporté une médaille de bronze au Championnat d'Europe 1996 en Espagne.

## Palmarès

### Clubs
Compétitions nationales
- Champion de RF Yougoslavie (2) : 1994, 1995[2]
- Coupe de RF Yougoslavie (1) : 1994

### Sélection nationale
- Médaille de bronze au Championnat d'Europe 1996
- 9e place au Championnat du monde 1997